# Elatostema yakushimense
Elatostema yakushimense là loài thực vật có hoa trong họ Tầm ma. Loài này được Hatus. mô tả khoa học đầu tiên năm 1959.